# Peripsychoda spuriosa
Peripsychoda spuriosa és una espècie d'insecte dípter pertanyent a la família dels psicòdids.

## Descripció
- Femella: ulls separats per una distància igual a 3-4 facetes de diàmetre; sutura interocular lleugerament inclinada i amb una projecció triangular al centre; vèrtex igual a 3 vegades l'amplada del pont ocular; occipuci amb una protuberància feblement bilobulada; front amb una àrea trapezoïdal pilosa; palp núm. 2 més curt que el 3; antenes de 0,93-1,02 mm de llargària i amb l'escap 2,5 vegades la mida del pedicel; flagel amb nodes simètrics; ales de 2,25-2,42 mm de longitud i d'1,07-1,25 mm d'amplada, clapades de marró, amb la zona costal no engrandida, punt clar a prop de la base de R1, venes subcostal i cubital feblement unides a R1 i M4 respectivament; fèmur una mica més llarg que la tíbia; lòbul apical dels genitals en forma de cor i amb una concavitat apical petita.
- El mascle no ha estat encara descrit.[3]

## Distribució geogràfica
És un endemisme de Nova Guinea.